# بیکر (لوئیزیانا)
بیکر (به انگلیسی: Baker) شهری در ایالت لوئیزیانا کشور ایالات متحده آمریکا است که جمعیت آن در سرشماری سال ۲۰۱۰ میلادی، ۱۳٬۸۹۵ نفر بوده‌است.